# Merritt Butrick
Merritt Butrick (* 3. September 1959 in Gainesville, Florida; † 17. März 1989 in New York City) war ein US-amerikanischer Schauspieler.
Im zweiten und dritten Teil der Star-Trek-Kinofilmreihe spielte er Dr. David Marcus, den Sohn Captain Kirks.
Zudem verkörperte er in der ersten Staffel der US-amerikanischen Fernsehserie Raumschiff Enterprise – Das nächste Jahrhundert in der Folge Die Seuche den drogenkranken Captain T'Jon vom Planeten Ornara.
Merritt Butrick starb 1989 im Alter von 29 Jahren an den Folgen von AIDS.

## Filmografie
- 1981: Polizeirevier Hill Street (Fernsehserie)
- 1981: Träume zerrinnen wie Sand (TV)
- 1981: CHiPs (Fernsehserie)
- 1982: Star Trek II: Der Zorn des Khan
- 1982: Der Typ mit dem irren Blick
- 1982: Square Pegs (Fernsehserie)
- 1983: When your lover leaves (TV)
- 1984: Fame (Fernsehserie)
- 1984: Star Trek III: Auf der Suche nach Mr. Spock
- 1984: Eine Frau kann nicht vergessen
- 1985: Paper Chase (Fernsehserie)
- 1985: Promises to Keep
- 1985: Männer für jeden Job
- 1986: Blut und Orchideen
- 1986: Höllenfahrt nach Lordsburg (Stagecoach) (Fernsehfilm)
- 1986: Verschwörung des Bösen
- 1986: Wired to kill
- 1987: Shy People – Bedrohliches Schweigen (Shy People)
- 1987: Vietnam War Story (Fernsehserie)
- 1987: Die Schöne und das Biest (Fernsehserie)
- 1987: The Law and Harry McGraw (Fernsehserie)
- 1987: Ohara (Fernsehserie)
- 1988: Jake und McCabe (Fernsehserie)
- 1988: Raumschiff Enterprise – Das nächste Jahrhundert (Fernsehserie)
- 1988: Mein Nachbar, der Vampir (Fright night part II)
- 1988: Inspektor Hooperman (Fernsehserie)
- 1988: Why on Earth? (TV)
- 1989: Schattenreich des Todes (TV)
- 1989: Witch Bitch - Tod aus dem Jenseits (Death Spa)